# Polona Hercog
Polona Hercog (Maribor, RFS Iugoslàvia, 20 de gener de 1991) és una tennista eslovena.
En el seu palmarès hi a tres títol individuals i dos més en dobles femenins que li van permetre arribar al 35è i al 56è llocs dels respectius rànquings. Va destacar en categoria júnior quan va guanyar dos títols de Grand Slam d'aquesta categoria en dobles femenins junts a Jessica Moore. Forma part habitualment de l'equip eslovè de la Copa Federació.

## Biografia
Filla de Romana i Vojko, va néixer a la ciutat iugoslava de Maribor, i després de l'esclat de la Guerra de Iugoslàvia va esdevenir eslovena. Va començar a jugar a tennis amb quatre anys quan va assistir a un clínic de la tennista Mima Jaušovec. Amb catorze anys va traslladar-se a Itàlia per continuar amb els seus entrenaments. Actualment resideix a Maribor i Budapest.

## Palmarès

### Individual: 6 (3−3)
| Llegenda                |
| ----------------------- |
| Grand Slam (0−0)        |
| WTA Finals (0−0)        |
| Premier Mandatory (0−0) |
| Premier 5 (0−0)         |
| Premier (0−0)           |
| International (3−3)     |

| Títols per superfície |
| --------------------- |
| Dura (0−0)            |
| Gespa (0−0)           |
| Terra batuda (3−3)    |

| Resultat   | Núm. | Data                 | Torneig           | Superfície   | Oponent             | Marcador      |
| ---------- | ---- | -------------------- | ----------------- | ------------ | ------------------- | ------------- |
| Finalista  | 1.   | 27 de febrer de 2010 | Acapulco, Mèxic   | Terra batuda | Venus Williams      | 6−2, 2−6, 3−6 |
| Guanyadora | 1.   | 10 de juliol de 2011 | Båstad, Suècia    | Terra batuda | Johanna Larsson     | 6−4, 7−5      |
| Finalista  | 2.   | 18 de juliol de 2011 | Palerm, Itàlia    | Terra batuda | A. Medina Garrigues | 3−6, 2−6      |
| Guanyadora | 2.   | 22 de juliol de 2012 | Båstad (2)        | Terra batuda | Mathilde Johansson  | 0−6, 6−4, 7−5 |
| Finalista  | 3.   | 29 d'abril de 2018   | Istanbul, Turquia | Terra batuda | Pauline Parmentier  | 4−6, 6−3, 3−6 |
| Guanyadora | 3.   | 14 d'abril de 2019   | Lugano, Suïssa    | Terra batuda | Iga Świątek         | 6−3, 3−6, 6−3 |

### Dobles femenins: 3 (2−1)
| Abans de 2009                | Després de 2009         |
| ---------------------------- | ----------------------- |
| Grand Slam (0−0)             |                         |
| WTA Tour Championships (0−0) |                         |
| Tier I (0−0)                 | Premier Mandatory (0−0) |
| Tier II (0−0)                | Premier 5 (0−0)         |
| Tier III (0−1)               | Premier (0−0)           |
| Tier IV i V (0−0)            | International (2−0)     |

| Títols per superfície |
| --------------------- |
| Dura (1−0)            |
| Gespa (0−0)           |
| Terra batuda (1−1)    |

| Resultat   | Núm. | Data                   | Torneig             | Superfície   | Parella          | Oponents                           | Marcador         |
| ---------- | ---- | ---------------------- | ------------------- | ------------ | ---------------- | ---------------------------------- | ---------------- |
| Finalista  | 1.   | 24 de maig de 2008     | Istanbul, Turquia   | Terra batuda | Marina Erakovic  | Jill Craybas Olga Govortsova       | 1−6, 2−6         |
| Guanyadora | 1.   | 27 de febrer de 2010   | Acapulco, Mèxic     | Terra batuda | Barbora Strýcová | Sara Errani Roberta Vinci          | 2−6, 6−1, [10−2] |
| Guanyadora | 2.   | 26 de setembre de 2010 | Seül, Corea del Sud | Dura         | Julia Görges     | Natalie Grandin Vladimíra Uhlířová | 6−3, 6−4         |

## Trajectòria

### Individual
| Open d'Austràlia | A   | A   | 2R          | 1R          | 1R          | 1R   | 1R          | 2R          | 1R          | A   | 1R          | 1R          | 2R          | 1R | 0 / 11    | 3 − 11    |
| Roland Garros | A   | 2R  | 3R          | 2R          | 1R          | Q2   | 2R          | 2R          | 2R          | Q2  | 1R          | 3R          | 2R          | 3R | 0 / 11    | 12 − 11   |
| Wimbledon | A   | Q2  | 1R          | 2R          | 1R          | Q2   | 2R          | 1R          | 1R          | 3R  | 1R          | 3R          | NC          | 1R | 0 / 10    | 6 − 10    |
| US Open | Q1  | 1R  | 1R          | 2R          | 1R          | 1R   | 2R          | 2R          | 1R          | Q2  | 1R          | 1R          | A           | 1R | 0 / 11    | 3 − 11    |
| Jocs Olímpics | NC  | A   | No celebrat | No celebrat | No celebrat | 1R   | No celebrat | No celebrat | No celebrat | 1R  | No celebrat | No celebrat | No celebrat |    | 0 / 2     | 0 − 2     |
| Total Victòries−Derrotes | 0−2 | 6−8 | 24−24       | 28−25       | 14−23       | 9−10 | 12−16       | 19−23       | 6−17        | 2−2 | 15−19       | 19−21       | 6−8         |    | 161 − 207 | 161 − 207 |
| Rànquing a final d'any | 243 | 71  | 48          | 36          | 80          | 66   | 95          | 71          | 139         | 102 | 82          | 49          | 52          |    |           |           |
| Llegenda: G: Guanyadora; F: Finalista; SF: Semifinalista; QF: Quarts de final; Q: Qualificació; A: Absent; RR: Round Robin; |     |     |             |             |             |      |             |             |             |     |             |             |             |    |           |           |

### Dobles femenins
| Open d'Austràlia | A   | A   | 1R | 1R | 3R  | 1R  | A    | A    | 1R  | A | A   | A    | A | A  | 0 / 5 | 2 − 5 |
| Roland Garros | A   | A   | 1R | 1R | 1R  | A   | 1R   | A    | A   | A | 1R  | 1R   | A | 2R | 0 / 7 | 1 − 7 |
| Wimbledon | A   | A   | 1R | A  | A   | A   | A    | A    | 1R  | A | 1R  | A    | A | A  | 0 / 3 | 0 − 3 |
| US Open | A   | 1R  | 3R | 2R | 1R  | 3R  | A    | 1R   | A   | A | A   | A    | A | 1R | 0 / 7 | 5 − 7 |
| Rànquing a final d'any | 173 | 115 | 59 | 93 | 220 | 164 | 1103 | 1131 | 900 | − | 900 | 1207 |   |    |       |       |
| Llegenda: G: Guanyadora; F: Finalista; SF: Semifinalista; QF: Quarts de final; Q: Qualificació; A: Absent; RR: Round Robin; |     |     |    |    |     |     |      |      |     |   |     |      |   |    |       |       |